# Козак, Роман Ефимович
Рома́н Ефи́мович Ко́зак (29 июня 1957, Винница, Украинская ССР — 28 мая 2010, Москва) — советский и российский театральный актёр и режиссёр. Заслуженный артист (2000) и Заслуженный деятель искусств Российской Федерации (2007). Являлся художественным руководителем Московского драматического театра им. Пушкина (2001—2010).

## Биография
Роман Козак родился в Виннице 29 июня 1957 года.
В 1982 году Роман Козак окончил Школу-студию МХАТ (курс О. Н. Ефремова). Спустя год, в 1983 году, начал работать как актёр во МХАТе, а также параллельно сотрудничал с театром-студией «Человек» как актёр и режиссёр.
В 1990 году Роман Козак основал театр «Пятая студия МХАТ». Затем, в 1991—1992 годах, был главным режиссёром театра им. К. С. Станиславского.
Роман Ефимович ставил спектакли во многих театрах страны и за рубежом. Среди его творческих адресов: Рижский русский театр имени Михаила Чехова, Московский Художественный театр имени А. П. Чехова, Старый театр в Кракове им. Елены Моджеевской (пол. Stary Teatr im. Heleny Modrzejewskiej w Krakowie), театр «Трон» в Глазго, «Театр Нижняя Саксония» (нем. Theater für Niedersachsen) в Ганновере, другие театры Германии, Великобритании, Бельгии, Польши, Швеции, Швейцарии, Латвии.
С 1983 года преподавал в Школе-студии МХАТ. В 2003 и 2007 годах совместно с Дмитрием Брусникиным руководил актёрской мастерской. Среди его учеников: Наталья Негода, Никита Высоцкий, Наталья Рогожкина, Дина Корзун, Сергей Лазарев, Александра Урсуляк, Александр Арсентьев, Дарья Мороз, Анастасия Скорик, Дарья Калмыкова и другие. Роман Ефимович поставил со своими учениками дипломные спектакли: «Последняя встреча», «Чудо св. Антония», «Буря», «Сцены из „Отелло“», «Синяя птица», «Носорог», «Любовные сцены».
С 17 апреля 2001 года по 28 мая 2010 года — художественный руководитель театра им. Пушкина.
Роман Козак был председателем Гильдии театральных режиссёров России.
Скончался 28 мая 2010 года в Москве после тяжёлой и продолжительной болезни на 53-м году жизни. Похоронен 30 мая 2010 года на Троекуровском кладбище в Москве (уч. №7).
Роман Козак был женат на хореографе Алле Сигаловой.

## Творчество

### Роли в театре
- «Дни Турбиных» М. А. Булгакова — Шервинский (МХАТ им. А. П. Чехова).[3]
- «Чайка» А. П. Чехова — Треплев (МХАТ им. А. П. Чехова).[3]
- «Амадей» — П. Шеффера — Моцарт (МХАТ им. А. П. Чехова).[3]
- «Эмигранты» С. Мрожека — АА (Театр-студия «Человек»).[3]
- «Чинзано» — Л. Петрушевской — (Театр-студия «Человек»).
- «Косметика врага» — А. Нотомб — Жером Ангюст (Московский драматический театр имени А. С. Пушкина).

### Постановки спектаклей
- 1987 — «Чинзано» Людмилы Петрушевской
- 1989 — «Елизавета Бам на ёлке у Ивановых» по пьесам Даниила Хармса и А. А. Введенского
- 1990 — «Маскарад» М. Ю. Лермонтова
- 1991 — «Дон Кихот» Булгакова по Сервантесу
- 1994 — «Банан» по пьесе Славомира Мрожека «Вдовы» («Независимая группа Аллы Сигаловой», художник Павел Каплевич)[10]
- 1995 — «Самое главное» Н. Н. Евреинова (Рижский русский театр имени Михаила Чехова)[3]
- 1996 — «Пляска смерти» Августа Стриндберга (Рижский русский театр имени Михаила Чехова)[3]
- 1997 — «Отелло» Шекспира (Рижский русский театр имени Михаила Чехова)[3]
- 1997 — «Женитьба» Н. В. Гоголя (Московский Художественный театр имени А. П. Чехова)
- 1998 — «Ботинки на толстой подошве» Петра Гладилина
- 1999 — «Золото» по пьесе Йосефа Бар-Йозефа «Жених из Иерусалима» / «Трудные люди»[11]
- 1999 — «Самое главное» Н. Н. Евреинова (Московский Художественный театр имени А. П. Чехова)
- 2000 — «Обнажённые одеваются» Луиджи Пиранделло (Московский драматический театр имени А. С. Пушкина)[12]
- 2001 — «Ужин дураков» Франсис Вебер (Рижский русский театр имени Михаила Чехова)
- 2001 — «Академия смеха» Митани (Московский драматический театр имени А. С. Пушкина)
- 2004 — «Не боюсь Вирджинии Вульф» Эдварда Олби (Рижский русский театр имени Михаила Чехова)[13]
- 2005 — «Самоубийца» Н. Эрдмана (Московский драматический театр имени А. С. Пушкина)
- 2005 — «Косметика врага» Амели Нотомб (совместная постановка — Московский драматический театр имени А. С. Пушкина и театр «Сатирикон»), сценография Александра Орлова
- 2006 — «Марьино Поле» (Московский драматический театр имени А. С. Пушкина)
- 2006 — «Джан» (по прозе А. Платонова) (Московский драматический театр имени А. С. Пушкина)
- 2006 — «Девичник Club» (Московский драматический театр им. А. С. Пушкина)
- 2007 — «Ивонна, принцесса Бургундская» (Рижский театр «Дайлес»)
- 2008 — «Саранча» Б. Срблянович (Московский драматический театр имени А. С. Пушкина)
- 2008 — «ОFFИС» (Московский драматический театр им. А. С. Пушкина)
- 2009 — «Игрок» (по роману Ф. Достоевского) (Рижский театр «Дайлес»)
- 2010 — «Бешеные деньги» А. Островского (Московский драматический театр имени А. С. Пушкина)

## Признание и награды
- Гран-при Международного фестиваля в Мюнхене (за спектакль «Чинзано»)[14]
- Гран-при Международного театрального фестиваля в Риге (спектакль «Пляска смерти»)[14]
- Заслуженный артист Российской Федерации (2000)[1]
- Заслуженный деятель искусств Российской Федерации (2007)[15]
- «Серебряная чайка» (Памятный знак ветеранам коллектива МХТ, 2007)[16]